# مرژیچکو (استان بورگاس)
مرژیچکو (به بلغاری: Mrezhichko) یک منطقهٔ مسکونی در بلغارستان است که در Ruen واقع شده‌است.